# Lanzarana largeni
A Lanzarana largeni a kétéltűek (Amphibia) osztályába, a békák (Anura) rendjébe és a Ptychadenidae családjába tartozó Lanzarana nem monotipikus faja. Nevét Malcolm John Largen tiszteletére kapta. A nemet felfedezőjéről, Benedetto Lanzáról nevezték el.

## Előfordulása
A Lanzarana largeni Szomália endemikus faja, legtöbb előfordulását az ország déli részein, Bakool és Bay tartományokban jegyezték fel, 500 méteres tengerszint feletti magasságig. Időszakos pocsolyákban és kisebb víztárolókban szaporodik.